# Chicago '78
Chicago '78, è il centonovesimo album del compositore statunitense Frank Zappa.
È stato pubblicato il 4 novembre 2016. Comprende le registrazioni del concerto tenutosi all'Uptown Theater di Chicago il 29 settembre 1978.

## Tracce

### Disc: 1
1. Chicago Walk-On – 1:20
2. Twenty-One – 8:06
3. Dancin' Fool – 3:29
4. Easy Meat – 5:41
5. Honey, Don't You Want A Man Like Me? – 4:21
6. Keep It Greasy – 3:41
7. Village Of The Sun – 9:15
8. The Meek Shall Inherit Nothing – 3:29
9. Bamboozled By Love – 8:32
10. Sy Borg – 4:28

### Disc: 2
1. Little House I Used To Live In – 9:37
2. Paoxysmal Splendor – 7:14
3. Yo Mama – 12:28
4. Magic Fingers – 2:37
5. Don't Eat The Yellow Snow – 18:36
6. Strictly Genteel – 8:25
7. Black Napkins – 8:01

## Formazione
- Frank Zappa - chitarra, voce, cori

- Adrian Belew - chitarra

- Tommy Mars - tastiere, sintetizzatore

- Peter Wolf - tastiere, sintetizzatori

- Ed Mann - percussioni

- Patrick O'Hearn - basso

- Terry Bozzio - batteria